# Квон Сун Хва
Квон Сон Хва (кор. 권선화) — одна из главных героев телесериала «Остаться в живых» в исполнении Ким Юнджин. В девичестве Пэк. Более известна как Сун. Впервые появляется на экране в пилотной серии. Сун замужем за Джином Квоном. В ходе сериала была однажды похищена Чарли, чтобы отвлечь внимание Лока. Сам Чарли в этом признался только в конце третьего сезона. Сун, как и её муж Джин погибла в серии «Кандидат».

## Биография

### До авиакатастрофы
Сун родилась в могущественной семье Пэк. В детстве училась играть на пианино. Имела привычку во всем, что натворила, винить горничных, чтобы избежать наказания. Повзрослев она обучалась в Сеульском Национальном Университете. Когда она возвращается, мать, недовольная, что Сун все еще не нашла себе мужа, устраивает ей встречу с потенциальным женихом, Джаем Ли. Они встречаются до тех пор, пока Ли говорит Сун, что намерен жениться на американке (а её хочет использовать как прикрытие, чтобы сохранить отношения с американкой в тайне от родителей). Расстроенная Сун уходит, а позже случайно натыкается на своего будущего мужа Джина. После свадьбы мать Джина шантажирует Сун — если Сун не даст ей крупную сумму денег, она расскажет всем, что Джин сын рыбака и проститутки. Сун просит денег у отца. Тот догадывается, что они для Джина и говорит дочери, что Джин должен вернуть долг, поработав прямо на него. Со временем Сун понимает, что работа Джина каким-то образом связана с мафией. Она и Джин отдаляются друг от друга. Сун решает сбежать от Джина и для этого начинает брать уроки английского у Ли Джая, чья свадьба с американкой не получилась.
Несколько уроков спустя отношения Сун и Ли превращаются в любовные: однажды отец Сун, Мистер Пэк, находит их в постели. Сун и Джин скоро пытаются зачать ребёнка, но безрезультатно. После визита к доктору последний говорит, что Сун не может иметь детей, из-за чего их отношения становятся еще напряженнее. Однако позже доктор подходит к Сун и говорит, что на самом деле не Сун, а Джин не может иметь детей. Он говорит, что соврал, так как боялся потерять работу. Позже Сун расстривается, услышав о смерти Ли Джэ и приходит на похороны. Мистер Пэк на вопрос Сун, скажет ли он Джину о её любовной связи, отвечает, что это не его дело. Когда Сун и Джин планируют продать дом, чтобы переезжать в Сидней, Сун секретно планирует сбежать от мужа в аэропорту. Её знакомая даёт ей поддельные документы и говорит, чтобы она в 11:15 садилась в carpool, который будет её ждать у аэропорта. Сун также достаёт поддельную калифорнийскую идентификационную карту.
В аэропорту Сун готовится сбежать и направляется к выходу. В этот момент Джин показывает ей цветок, напоминая о том, что было у них хорошего, в результате чего Сун решает остаться с мужем и улететь с ним в Лос-Анджелес. В ресторане аэропорта она берёт еду для себя и Джина. Сун огорчается из-за замечаний пары, сидящей недалеко и думавшей, что Сун и Джин не понимают английского. Она случайно опрокидывает кофе на своего мужа, а позже вместе с ним садится в самолёт.

### После авиакатастрофы
После авиакатастрофы Джин охраняет Сун и говорит ей, что они должны изолировать себя от остальных выживших. Когда выжившие, особенно Майкл, пытаются общаться с ней, Джину не нравится это. Однажды утром Джина наручниками приковывают к обломкам самолёта после того, как он внезапно и без видимой причины нападает на Майкла. Сун пытается объяснить, что нападение произошло из-за часов, которые Майкл нашел среди обломков и присвоил, однако Саид воспринимает это как просьбу снять наручники (так как Сун обращается к нему на корейском). В джунглях Сун подходит к Майклу и неожиданно для него говорит про часы на английском и просит держать в секрете, что она понимает их речь. До переселения в пещеры, когда Сун пытается захоронить свои фальшивые ID, Майкл случайно находит её. Сун уходит. Позже Сун помогает тащить в сторону камни, которые перекрыли вход в пещеру, где находился Джек. Когда у Шеннон случается почти смертельный приступ астмы, Сун просит Майкла собрать листья эвкалипта, чтобы сделать для Шеннон лекарство.
В джунглях Сун создаёт сад. Ей помогает Кейт, которая позже замечает, что Сун говорит по-английски. Сун просит Кейт не говорить об этом никому. Позже Сун хочет купаться в океане, но Джин сразу прибегает и хочет силой увести её. В ссору вмешивается Майкл. Сун даёт пощёчину Майклу, но позже извиняется. Джин начинает подозревать, что между ними что-то есть. Ночью того же дня, когда кто-то сжёг плот, Сун находит Джина с обоженными руками. Она спрашивает, не он ли сжёг плот, на что тот злится. Утром Майкл находит Джина, обвиняет в поджоге и бьёт. Чтобы остановить Майкла, Сун приходится при всех заговорить с ним по-английски. После драки Джин покидает Сун, не желая говорить с ней. Когда Буна привозят в пещеры в критическом состоянии, Сун помогает Джеку, принеся морского ежа, чтобы Джек мог сделать переливание крови. Бун умирает той же ночью, несмотря на попытки Джека ему помочь.
Пройдя через несколько ссор и перемирий Сун и Джин смогли заново обрести другу друга. Целебные силы Острова излечили Джина от бесплодия и Сун смогла забеременеть от мужа. Однако, когда к выжившим присоединилась Джульет, они узнали, что все беременные женщины здесь умирают. Это стало стимулом для Сун поскорее выбраться с Острова.
Когда выжившие узнали, что к острову плывёт корабль Сун и Джин первыми прибыли туда (не считая Десмонда и Саида). Однако, при взлете с него только Сун успела взобраться в кабину вертолета, а Джин не смог, поскольку помогал Майклу обезвредить бомбу. После безуспешных попыток остановить бомбу, Майкл говорит Джину убегать, но корабль взрывается.

### После спасения
Выбравшись с острова Сун стала одной из Шестерки Ошеаник. У неё родилась дочь Чи Ён. Сун винит в смерти мужа своего отца, Джека и Бена, поэтому осталась в хороших отношениях только с Хёрли. Сун нашла Чарльза Уидмора, в надежде, что он поможет ей отомстить. Однако Бен смог заполучить обручальное кольцо Джина и этим убедить Сун, что он не погиб, а единственный способ найти его — возвращение на Остров. Сун села на Рейс 316, но, в отличие от остальной Шестерки Ошеаник, осталась в настоящем времени после крушения самолета.

### Возвращение на остров
Вновь попав на остров Сун пошла с Беном к лодкам, чтобы отплыть на соседний остров. Фрэнк хотел её остановить, она вырубила Бена и пошла к баракам с Френком. Придя на место они встретили Кристиана Шепарда. Он объяснил ей куда попал её муж, а Локк пообещал, что они обязательно воссоединятся, если Сун последует за ним. Сун погибла вместе с Джином на подводной лодке Чарльза Уидмора пытаясь покинуть остров.